# Libickozma, Somogy
Libickozma  este un sat în districtul Marcal, județul Somogy, Ungaria, având o populație de 36 de locuitori (2011). 

## Demografie
Componența etnică a satului Libickozma
     Maghiari (100%)
Componența confesională a satului Libickozma
     Romano-catolici (52,78%)
     Necunoscută (47,22%)
Conform recensământului din 2011, satul Libickozma avea 36 de locuitori. Din punct de vedere etnic, majoritatea locuitorilor (100,0%) erau maghiari.  Din punct de vedere confesional, majoritatea locuitorilor (52,78%) erau romano-catolici. Pentru 47,22% din locuitori nu este cunoscută apartenența confesională.